# クリードレファレンス
クリードレファレンス（英語: Credo Reference、過去名:xrefer）とはサブスクリプションでのオンラインリファレンスコンテンツを提供する企業である。
1999年に設立されたクリードレファレンスは一般的な辞典や百科事典のような主要項目別に分けた、70社以上の出版社が出した1200冊近くのリファレンス書のオンラインで全文公開している。顧客は利用者の需要に応じてサイトのコンテンツとインターフェースを合わせようとする図書館である。マイク・スイートCEOは2011年5月のインタビューでクリードレファレンスの戦略として「複雑さの観点から図書館職員が発する需要と簡略化の観点から利用者が発する需要の両方を満足させたい。」と述べている。
2010年、Library Journalによる一般的なリファレンスソースのレビューでクリードレファレンスと類似サービスについて取り上げ、「我々は忠実に再現された印刷物の文章よりリファレンス電子書籍のコレクションに期待していいのだろうか。」という疑問を投げかけた。また、クリードレファレンスによるソーシャルメディアやオンラインリサーチツールとの融合という最近の改善や、図書館職員が重要なローカルリソースをハイライトしたり、特定のリファレンス著作物から別のに内部リンクしたりできるカスタマイズオプションについても取り上げている。

## 歴史
企業は1999年にXreferとして設立された。Xreferは当初数十ものリファレンス著作物への無料アクセスを提供していた。
2002年に「xrefer plus」という拡張されたリファレンス素材とカスタマイズ可能なインターフェースを提供する購読サービスをスタートした。
2007年に社名をクリードレファレンス(Credo Reference)に変更し、イングランドオフィスをロンドンからオックスフォードに移転した。

## 製品
教育機関、政府、公共、企業の図書館が購読対象である。エンドユーザーによるクリードレファレンスを使った購読対象の図書館へのアクセスは無料である。またクリードレファレンスは図書館職員の需要に応えて複数のパッケージも提供している。
「Credo General Reference」は企業の中核的サービスであり、「Publisher Collections」と「Subject Collections」で構成されていて図書館職員は利用者のために最適なコンテンツを選ぶことができる。「Credo Topic Pages」は特定の主題に関するコンテキスト情報をコンパイルするもので、2009年に学生にとってオンライン上にある情報の膨大な量を調べるための十分なコンテキストが頻繁に不足していることが研究で明らかなったことを受けて開発された。

## 関連文献
- Golderman, Gail; Connolly, Bruce. "eReviews: General Reference Sources and Short Takes", Library Journal.com, Oct 15, 2010.